# William Robert Johnson
William Robert Johnson (* 19. November 1918 in Tonopah, Nevada, USA; † 28. Juli 1986 in Orange, Kalifornien, USA) war ein US-amerikanischer Geistlicher und römisch-katholischer Bischof von Orange in Kalifornien.

## Leben
William Robert Johnson wuchs in Los Angeles auf. Er empfing am 28. Mai 1944 das Sakrament der Priesterweihe, danach erwarb er einen Abschluss in Sozialarbeit an der Katholischen Universität von Amerika in Washington, D.C.
Papst Paul VI. ernannte ihn am 19. Februar 1971 zum Titularbischof von Blera und zum Weihbischof in Los Angeles. Die Bischofsweihe spendete ihm Erzbischof Timothy Manning am 25. März desselben Jahres; Mitkonsekratoren waren der Erzbischof von San Francisco, Joseph Thomas McGucken, und der Bischof von Sacramento, Alden John Bell.
Am 24. März 1976 ernannte ihn Papst Paul VI. zum ersten Bischof von Orange in Kalifornien.
Ab 1984 erhielt das Bistum mit John Steinbock einen Weihbischof, der Johnson fortan in einigen Angelegenheiten vertrat, da dieser selbst durch Nierenprobleme geschwächt war. Seine letzten Monate verbrachte Johnson im Rollstuhl. Er starb am 28. Juli 1986 im St. Joseph Hospital in Orange an einer bakteriellen Infektion. Johnson wurde auf dem Holy Sepulcher Cemetery in Orange bestattet.